# فقاعة فائقة

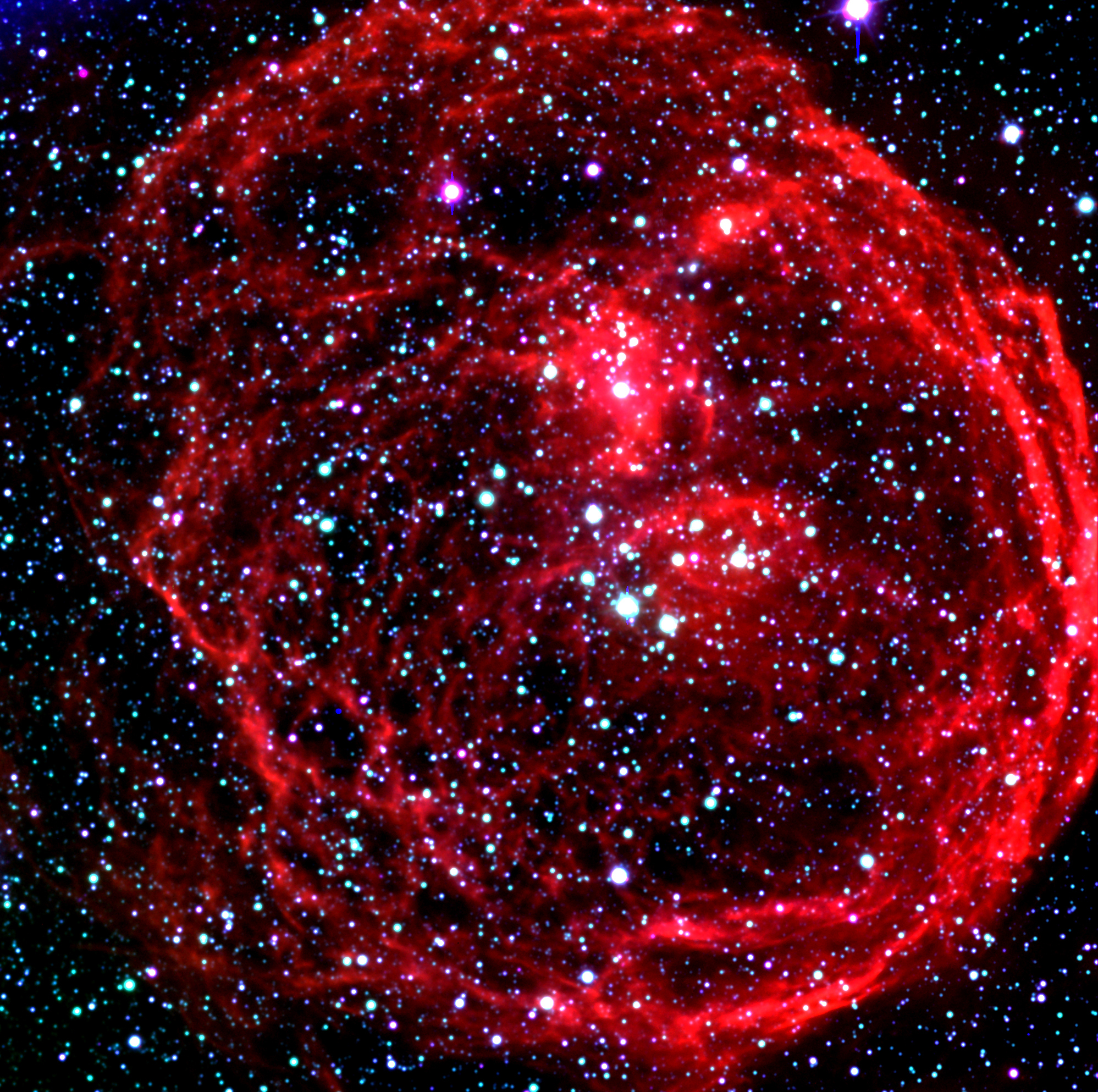
الفقاعة الفائقة الخارقة هينيز 70 في سحابة ماجلان الكبرى

في الفلك الفقاعة الفائقة (بالإنجليزية: Superbubble)‏ أو الغلاف الفائق هو مصطلح يستخدم لوصف تجويف في الفضاء يمتد لمئات السنوات الضوئية مَمْلُوء بغاز منتفخ في الوسط بين النجوم درجة حراتة في حدود (106 K) .تنشئ الفقاعة الفائقة بفعل مستعرات عظمى متعددة والرياح النجمية.وتقوم الرياح النجمية من النجوم المولودة حديثا بتجريد الفقاعة الفائقة من أي غبار أو غاز.
يقع النظام الشمسي في ذراع الجبار من درب التبانة بالقرب من مركز فقاعة قديمة، تعرف باسم الفقاعة المحلية، تشكل الغاز الحار جدا والمتناثر من الفقاعة المحلية نتيجة المستعرات الأعظمية التي انفجرت خلال العشرة إلى العشرين مليون سنة الماضية.

## التشكل

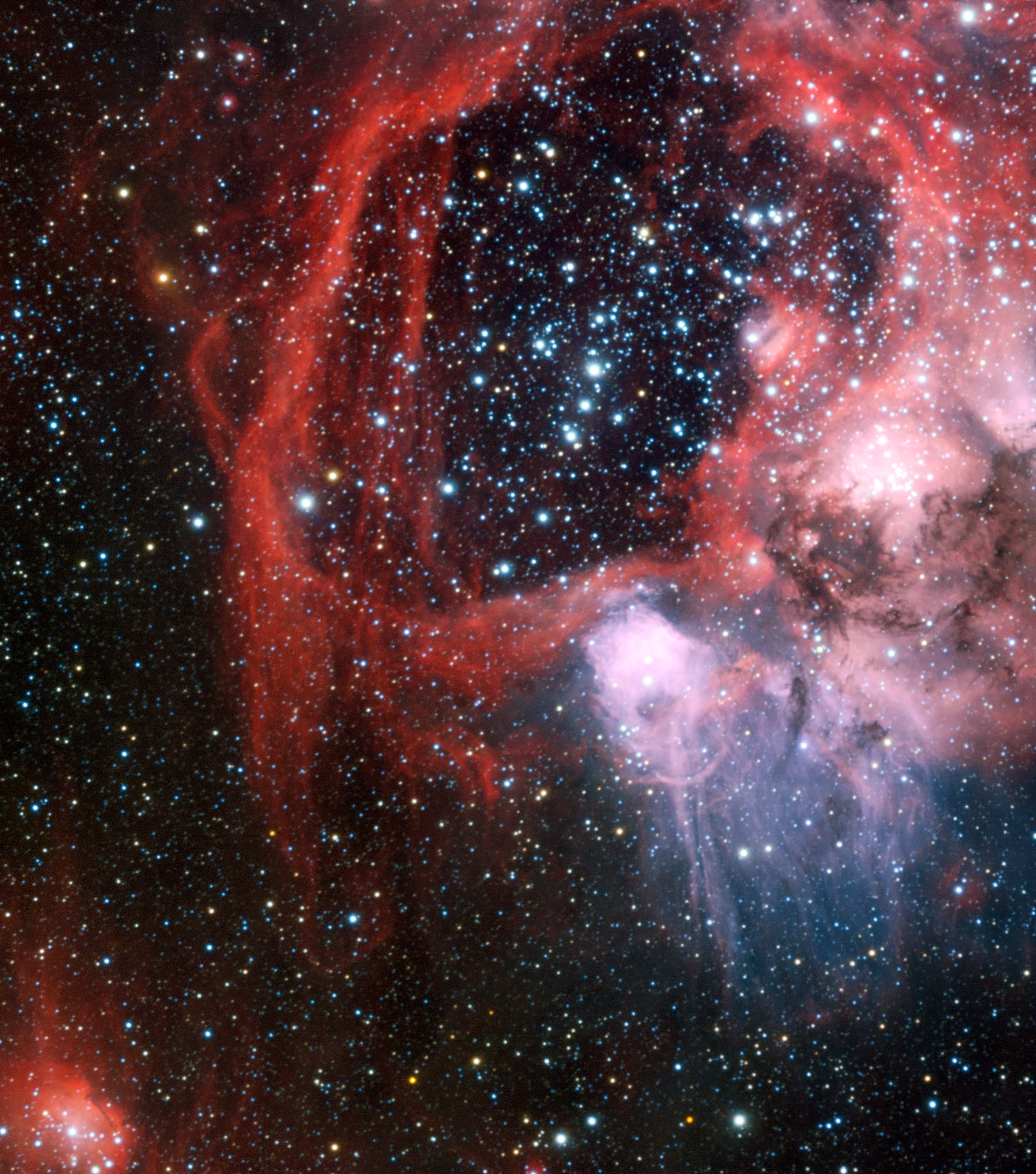
صورة المقراب العظيم للفقاعة الفائقة (إن44) في سحابة ماجلان الكبرى. ائتمان/المرصد الأوروبي الجنوبي.

عادة توجد أكثر النجوم الضخمة، ذات الكتل التي تتراوح من ثمانية إلى ما يقرب من مائة كتلة شمسية والأنواع الطيفية من O وبداية B في مجموعات تسمى تجمعات أوب (OB associations). تتمتع هذة النجوم الضخمة برياح نجمية قوية، وتنفجر كل هذه النجوم كمستعرات عظمى في نهاية حياتها.
أقوى الرياح النجمية تطلق طاقة حركية 1051 إرج (1044 J) على مدى عمر نجم، وهو ما يعادل انفجار مستعر أعظم. هذه الرياح يمكن أن تشكل فقاعات رياح نجمية عرضها عشرات السنوات الضوئية. داخل التجمعات النجمية الشابة المكونة من 10 إلى 100 نجم ضخم من الدرجة الطيفية (O وB ) (OB associations)، تكون النجوم قريبة بما فيه الكفاية لدرجة اندماج فقاعات الرياح لهذة النجوم وتشكل فقاعة عملاقة تسمى الفقاعة الفائقة.وبطريقة مشابة تحرك انفجارات المستعر الأعظم عند موت النجم موجة عاصفة يمكن أن تصل إلى أحجام أكبر وسرعات توسع تصل إلى عدة مئات من كيلومترات في الثانية. نجوم تجمعات OB ليست مقيدة ة جاذبيا، لكنها تنجرف وبسرعة (حوالي 20 كم ثانية−1) ، وسوف تستنفد وقودها بسرعة (بعد بضعة ملايين من السنين). ونتيجة لذلك، فإن معظم انفجارات المستعرات العظمى تحدث داخل التجويف الذي شكلته فقاعات الرياح النجمية.
الفقاعات الفائقة الكبيرة بما فية الكفاية يمكن أن تهب خلال قرص المجرة بأكمله، مطلقتن طاقتها في هالة المجرة المحيطة أو في الفضاء بين المجرات.

## أمثلة الفقاعات الفائقة
- الفقاعة الفائقة (إن44) في سحابة ماجلان الكبرى .[10][11]
- فقاعة أنتيسنتر كانت تسمى غلاف "سنيكرز"
- هينيز 70 في سحابة ماجلان الكبرى [1]
- حلقة مونوجيم [12]
- فقاعة الحواء الفائقة.[13][14]
- فقاعة الترس الفائقة l[15][16]
- فقاعة الجبار-النهر الفائقة.